# Aprilia Hägglöf
Aprilia Emilie Maria Hägglöf, gift Biveson, född 2 april 1983 i Stockholm, är en svensk tidigare snowboardåkare. Hägglöf kom på 16:e plats i parallellstorslalom vid Olympiska vinterspelen 2006. Hon har vunnit 1 världscuptävling. Hon avslutade sin karriär 2008.